# Pivdenne
Pivdenne (em ucraniano:   Південне; em ucraniano:   Пивденное) é uma cidade da Ucrânia, situada no Oblast de Carcóvia. Tem 16,93 km² de área e sua população em 2020 foi estimada em 7.461 habitantes.